# Arabis flagellosa
Arabis flagellosa är en korsblommig växtart som beskrevs av Friedrich Anton Wilhelm Miquel. Arabis flagellosa ingår i släktet travar, och familjen korsblommiga växter.

## Underarter
Arten delas in i följande underarter:
- A. f. flagellosa
- A. f. kawachiensis